# 대성중학교 (서울)
대성중학교(大成中學校)는 대한민국 서울특별시 은평구 갈현동에 있는 사립 중학교이다.

## 학교 연혁
- 1969년 1월 9일 : 학교법인 대성학원 설립 인가
- 1969년 1월 15일 : 대성중학교 설립 인가 (21학급)
- 1969년 3월 3일 : 이종철 선생 초대 교장에 취임
- 1972년 1월 11일 : 제1회 졸업식 (316명)
- 2001년 3월 6일 : 학교법인 「호서학원」 으로 법인 통합
- 2016년 9월 1일 : 송영만 선생 제9대 교장에 취임
- 2018년 2월 8일 : 제47회 졸업식(198명, 연 29,863명)
- 2018년 3월 2일 : 2018학년도 29학급(총 재적생 수 628명)

## 참고 자료
- 대성중학교 - 한국교육학술정보원 학교알리미